# 재매부인
재매부인(財買夫人)은 김해 김씨 종친의 여성이다. 화랑세기(花郞世記) 위서에 따르면 영모부인(英毛夫人)으로 불린다. 김유신(金庾信)의 부인이다.

## 생애
죽어서 청연(靑淵) 상곡(上谷)에 장사지내고 이를 재매곡(財買谷)이라 불렀다.
해마다 봄철이면 김씨집안의 모든 사녀(士女)들이 재매곡의 남쪽 시냇가에 모여 잔치를 베풀었다. 이때에는 온갖 꽃이 피고, 특히 송화(松花)가 골짜기에 가득하였으므로 재매곡의 어귀에 암자를 짓고 송화방(松花房)이라 이름하여 원찰(願刹)로 삼았다.

### 화랑세기
미실(美室)의 손녀이자 신라 11대 풍월주(風月主) 하종(夏宗)의 딸로 어머니는 설원(薛原)의 딸 미모낭주 설씨(美毛娘主 薛氏)이다. 김유신(金庾信)의 정실부인으로 김유신(金庾信) 사이에서 맏아들 삼광(三光) 외 네명의 딸들을 낳았다고 한다.

## 가계
- 남편 : 김유신(金庾信)
  - 장남 : 김삼광(金三光) - 관등은 이찬. 영모부인(英毛夫人)의 소생이라는 설
  - 장녀 : 진광부인(晉光夫人) - 김흠돌(金欽突)에게 출가
  - 차녀 : 신광부인(信光夫人)- 문무왕(文武王)의 후궁
  - 삼녀 : 작광부인(酌光夫人) - 보로전군(寶路殿君)에게 출가
  - 사녀 : 영광부인(令光夫人) - 조카 반굴(盤屈)에게 출가

### 화랑세기
- 아버지 : 하종(夏宗, 564~ ?) 11대 풍월주(風月主)
- 어머니 : 미모낭주 설씨(美毛娘主 薛氏)
  - 오빠 : 모종(毛宗)
  - 며느리 : 양명공주
    - 손자 : 양도공(良圖公)

  - 언니 : 유모낭주(柔毛娘主)
  - 형부 : 호림공(虎林公)
    - 조카 : 자장법사(慈藏法師)

## 재매부인이 등장한 작품
- 2009년 MBC 드라마 《선덕여왕》 (2009년~2009년), 큐리
- 2012년~2013년 KBS 드라마 《대왕의 꿈》 (2012년~2013년), 김현숙